# Alexandre Afonso da Silva
Alexandre Afonso da Silva (Uberlândia, 15 agosto 1983) è un ex calciatore brasiliano, di ruolo centrocampista.

## Carriera
Dopo aver iniziato a giocare in patria, nel 2006 arriva ai belgi del Genk. Dopo una cinquantina di presenze con la società belga e una breve esperienza nel Sint-Truiden, nel 2010 ritorna in Brasile, trasferendosi a Cipro nell'agosto dello stesso anno. Gioca una stagione nell'Enosis e nell'estate 2011 è comprato dall'Omonia Nicosia in cambio di 100 000 euro. Dopo aver vestito anche la casacca dell'AEK Larnaca, nel 2013 il Metalurh Donetsk si aggiudica le prestazioni del giocatore.

## Palmarès

### Competizioni regionali
- Seconda divisione del Campionato Paulista: 1

Marilia: 2002

### Competizioni nazionali
- Coppa del Belgio: 1

Genk: 2008-2009
- Coppa di Cipro: 4

Omonia: 2011-2012
Apollon Limassol: 2015-2016, 2016-2017
AEL Limassol: 2018-2019
- Supercoppa di Cipro: 2

Apollon Limassol: 2016, 2017